# Tales of Vesperia
Tales of Vesperia (japanisch テイルズ オブ ヴェスペリア Teiruzu obu Vesuperia) ist ein Rollenspiel des japanischen Spieleentwicklers Namco Bandai. Es wurde am 7. August 2008 in Japan, am 26. August 2008 in den USA und am 26. Juni 2009 in Europa veröffentlicht. Es ist nach Tales of Symphonia der zweite Konsolentitel der Tales-Reihe, der in Europa veröffentlicht wurde. Das Spiel hat sich über 300.000 Mal verkauft (Stand Juli 2009).
Am 17. September 2009 erschien eine PlayStation-3-Version in Japan. Im Januar 2019 wurde das Spiel als „Definitive Edition“ für Nintendo Switch, PlayStation 4, Xbox One und PC veröffentlicht. Diese Edition beinhaltet alle Inhalte, die zur PlayStation-3-Version hinzugefügt wurden, aber nur für Japan exklusiv blieben.

## Kampfsystem
Das Kampfsystem des Spiels wird „Evolved Flex – Range Linear Motion Battle System“ (EFR-LMBS) genannt. Die Kämpfe finden in Echtzeit statt: Sowohl die Charaktere als auch die Gegner agieren gleichzeitig. Standardmäßig bewegt man sich auf einer festen Linie auf den Gegner zu, ähnlich wie bei einem 2D-Beat ’em up. Man kann den eigenen Charakter jedoch jederzeit per Knopfdruck frei auf dem Feld bewegen und so den Angriffen der Gegner ausweichen.
Ähnlich wie in den meisten Beat ’em ups wird die eigene Performance während eines Kampfes in Form von Rang-Punkten bewertet: Der erlittene Schaden, die benötigte Zeit, der Einsatz von Gegenständen und viele weitere Parameter beeinflussen dabei, wie viele Punkte man am Ende des Kampfes erhält. Diese Punkte können am Ende des Spiels für freischaltbare Boni verwendet werden.
Abhängig von der aktuellen Anzahl an Gruppenmitgliedern können bis zu vier Figuren an einem Kampf teilnehmen. Der Spieler übernimmt dabei die Kontrolle einer der Figuren. Die anderen werden entweder von der KI gesteuert oder können optional von anderen Personen mit zusätzlichen Controllern gesteuert werden.
Die Taktik kann nach Belieben umkonfiguriert werden. Dazu verfügt jede Figur über viele individuelle Spezialattacken, die im Kampf durch Knopfdruck abgerufen werden.

## Handlung
Die Handlung von Tales of Vesperia findet in einer Welt namens Terca Lumireis statt. Die Menschheit nutzt sogenannte Blastia, alte Mechanismen, die von einer alten Zivilisation erschaffen wurden. Es gibt verschiedene Arten von Blastia: Barriere-Blastia, Aque-Blastia, Bodhi-Blastia u. a. Alle Blastia nutzen Aer als Energiequelle. Aer ist wie Luft unsichtbar, gleichzeitig aber überall präsent. Es dient als Energiequelle für Blastia, ist gleichzeitig jedoch in größeren Mengen oder in einer dichteren Form, in der man es sogar sehen kann, für alle Lebensformen schädigend.
Das Spiel beginnt damit, dass das Aqua-Blastia, welches die Wasserversorgung der Unterstadt in der kaiserlichen Hauptstadt Zaphias gewährleistet, gestohlen wird. Yuri Lowell, Einwohner der Unterstadt, beschließt, nach dem Dieb namens Mordio zu suchen. Bei dem Versuch, den Dieb zu stellen, wird er aufgrund eines Missverständnisses verhaftet und ins Gefängnis verbracht. Mithilfe eines alten Mannes, der ebenfalls im Verlies in einer Zelle sitzt, gelingt es Yuri zu fliehen. Während seines Fluchtversuches begegnet er einem Mädchen namens Estellise, welches Yuris alten Freund Flynn kennt. Yuri akzeptiert die Bitte des Mädchens, sie bei der Suche nach Flynn zu unterstützen. Kurze Zeit später verlassen die beiden gemeinsam mit Yuris Hund Repede die Stadt. Auf ihrer Suche nach Flynn machen sie Bekanntschaft mit Karol Capel, einem Mitglied der Gilde „Jagdklingen“, sowie Rita Mordio, einer Zauberin, deren Name und guter Ruf von dem Dieb missbraucht wurde.
Es stellt sich heraus, dass es mehrere Diebe gibt, die Blastia aus der ganzen Welt gestohlen haben. Yuri und die anderen finden heraus, wer hinter den Diebstählen steckt: Ragou, Magistrat der Hafenstadt Capua Nor, und Barbos, Anführer der Gilde „Blutsbund“. Zusammen mit Judith, einer Krytia, sowie Raven, dem alten Mann aus dem Verlies des Schlosses, gelingt es ihnen schließlich, Barbos zu besiegen, Ragou zu verhaften und die Aque-Blastia zurückzuerhalten.
Kurze Zeit später wird Estellise von einem Monster namens Phaeroh angegriffen. Yuri und die anderen beschließen, Estellise auf der Suche nach Phaeroh zu helfen. Sie erfahren auf ihrer Suche, dass das Monster einer intelligenten Rasse namens Entelexeia angehört. Diese wachen über die Welt und kümmern sich darum, dass die Aerproduktion im Gleichgewicht bleibt. Manche Blastiatypen, wie etwa die Hermes-Blastia, bewirken eine Überproduktion von Aer, was zum Tod alles Lebens führen würde. Auch wird aufgedeckt, dass Estellise über die Kräfte des Vollmond-Kindes verfügt: Sie kann ihre Fähigkeiten einsetzen, ohne eine Blastia zu verwenden; stattdessen kann sie Aer direkt kontrollieren. Dies jedoch hat in der Vergangenheit zur Entstehung des Adephagos geführt: Einem Wesen, das aus Aer besteht und drohte, die gesamte Welt in Aer umzuwandeln.
Als Estellise davon erfährt, hat sie Angst und zieht sich von den anderen zurück. Daraufhin wird sie von Raven entführt und zu Kommandant Alexei gebracht – dem Drahtzieher hinter Barbos und Ragou sowie dem Verantwortlichen hinter der Produktion von Hermes-Blastia. Yuri und die anderen folgen Alexei zu einem alten Tempel, wo sie mit Raven konfrontiert werden. Dieser gibt seine wahre Identität preis: Er heißt in Wirklichkeit Schwann Oltorain und ist Hauptmann der Schwan-Brigade. Nach einem Kampf gelingt es ihnen, aus dem einstürzenden Tempel zu fliehen. Später treffen sie Raven/Schwann wieder, der den Einsturz des Tempels überlebt hat. Er bittet Yuri, seinem Leben ein Ende zu setzen, wird jedoch von diesem verschont mit der Begründung, dass Ravens Leben nun in seinen Händen liegt.
Währenddessen nutzt Alexei Estellises Fähigkeit, um einen alten Schrein namens Zaude aus den Tiefen des Meeres zu bergen. Yuri und den anderen gelingt es, Estellise zu retten, sie können jedoch nicht verhindern, dass Alexei das Siegel bricht, welches den Adephagos für über 1000 Jahre lang versiegelt hat. Als Alexei das Resultat seiner Tat sieht, begeht er daraufhin Selbstmord.
Yuri und die anderen finden einen Weg, den Adephagos zu vernichten: Sie nutzen Estellises Fähigkeit, um Elementargeister aus den Überresten verstorbener Entelexeia, den Apatheia zu erschaffen. Das Bewusstsein der Entelexeia wird in den Elementargeist übertragen und erschafft so eine neue Persönlichkeit. Auf dieser Basis entwickeln sie den Plan, alle Blastia auf der ganzen Welt in Elementargeister zu verwandeln, um so genügend Energie für die Zerstörung gegen den Adephagos aufzubringen. Dieser Plan wird jedoch von einer Person namens Duke bedroht: Dieser hat eine antike fliegende Festung genannt Tarqaron wiederbelebt, um die Lebensenergie aller Menschen auf der Welt gegen den Adephagos zu richten. Yuri und den anderen bleibt keine andere Wahl als Duke zu stoppen. Auf der höchsten Ebene von Tarqaron treffen sie auf Duke. Sie sind in der Lage, Duke zu besiegen und können letztendlich den Adephagos zerstören.

## Charaktere
Yuri Lowell (ユーリ・ローウェル, Yūri Rōweru)
Alter: 21 Jahre
Geschlecht: Männlich
Größe: 180 cm
Yuri Lowell ist mit seinem Freund Flynn Scifo in der Unterstadt der kaiserlichen Hauptstadt Zaphias aufgewachsen. Beide sind den kaiserlichen Rittern beigetreten, Yuri ist jedoch bereits nach drei Monaten ausgetreten, nachdem er erlebt hat, wie schlecht die Ritter die Leute aus der Unterstadt behandeln.
Flynn Scifo (フレン・シーフォ, Furen Shīfo)
Alter: 21 Jahre
Geschlecht: Männlich
Größe: 180 cm
Flynn Scifo ist mit seinem Freund Yuri Lowell in der Unterstadt der kaiserlichen Hauptstadt Zaphias aufgewachsen. Beide sind den kaiserlichen Rittern beigetreten. Während sein Freund Yuri bereits nach drei Monaten von den kaiserlichen Rittern ausgetreten ist, verblieb er im Dienst und wurde schließlich zum Leutnant befördert.
Repede (ラピード, Rapīdo)
Alter: 4,5 Jahre
Geschlecht: Männlich
Größe: 170 cm (inklusive Schwanz)
Repede ist ein Hund mit einer Narbe an seinem linken Auge und einer Pfeife, die er immer mit sich trägt. Yuri und Flynn haben sich um ihn gekümmert, seitdem er ein Welpe ist, nachdem sein früherer Besitzer verstorben ist. Seither begleitet er Yuri überallhin.
Estellise Sidos Heurassein (エステリーゼ・シデス・ヒュラッセイン, Esuterīze Shidesu Hyurassein)
Alter: 18 Jahre
Geschlecht: Weiblich
Größe: 165 cm
Estellise (Spitzname: Estelle, エステル Esuteru) ist eine Prinzessin und ein Anwärter auf den kaiserlichen Thron. Sie hat vor den Ereignissen des Spiels nie das Schloss verlassen, dafür aber ist sie aufgrund ihrer Ausbildung in den meisten Bereichen besser gebildet als die meisten Leute in Terca Lumireis. Sie besitzt eine große Hilfsbereitschaft, die sie dazu veranlasst, jede verwundete Person zu heilen, der sie begegnet.
Karol Capel (カロル・カペル, Karoru Kaperu)
Alter: 12 Jahre
Geschlecht: Männlich
Größe: 135 cm
Karol Capel ist ein in Dahngrest geborener Junge. Er hatte sich vor den Ereignissen des Spiels mehreren Gilden angeschlossen, wurde aber aufgrund seiner Feigheit immer wieder entlassen. Als Yuri und Estelle ihn das erste Mal antreffen, gehört er der Gilde „Jagdklingen“ an, wird jedoch aus dieser ebenfalls entlassen. Einige Zeit später gründet er zusammen mit Yuri die Gilde „Heldenmutige Vesperia“. Karol pflegt eine Freundschaft mit Nan, einem hochrangigen Mitglied der Jagdklingen. Diese Beziehung ist jedoch einseitig, da die Jagdklingen, und damit Nan, mehr als einmal mit Karol und den anderen in Konflikt geraten.
Rita Mordio (リタ・モルディオ, Rita Morudio)
Alter: 15 Jahre
Geschlecht: Weiblich
Größe: 150 cm
Rita Mordio ist ein Mädchen, das in der Stadt Aspio geboren und aufgewachsen ist. Sie studierte dort seit ihrem zehnten Lebensjahr an Blastia. Sie hat einen etwas hitzköpfigen Charakter und zeigt sich zunächst distanziert zu Yuri und den anderen. Im Verlauf des Spiels entwickelt sie jedoch Vertrauen zu den anderen und öffnet sich den anderen, speziell zu Estelle und Judith. Mit Karol pflegt sie aufgrund seiner manchmal lächerlichen Sprüche eine Art Hassfreundschaft.
Raven (レイヴン, Reivun)
Alter: 35 Jahre
Geschlecht: Männlich
Größe: 170 cm
Raven ist ein Mann mittleren Alters und ist einer der ranghöchsten Mitglieder in der Gilde „Altosk“. Yuri trifft ihm zum ersten Mal im Verlies des Schlosses am Anfang des Spiels an und schließt sich Yuri’s Truppe später in Keiv Moc an. Er macht auf den ersten Blick einen sorgenfreien Eindruck und verhält sich manchmal als Casanova, besitzt jedoch zugleich ein starkes Pflichtbewusstsein.
Judith (ジュディス, Judisu)
Alter: 19 Jahre
Geschlecht: Weiblich
Größe: 175 cm
Judith (Spitzname: Judy) ist eine Frau, welche der Rasse der Kritya (クリティア Kuritia) angehört, einem Volk, das sich bevorzugt mit dem Studien befasst. Sie verfügt über einen ruhigen und erfahrenen Charakter, passt sich jedoch dem Ernst der Kämpfe an und tendiert während dieser zu einer ernsthafteren Natur.

### Synchronisation
| Rolle                      | Englischer Sprecher | Japanischer Sprecher (Seiyū) |
| -------------------------- | ------------------- | ---------------------------- |
| Yuri Lowell                | Troy Baker          | Kosuke Toriumi               |
| Flynn Scifo                | Sam Riegel          | Mamoru Miyano                |
| Estellise Sidos Heurassein | Claudia Lenz        | Mai Nakahara                 |
| Repede                     |                     | Makoto Ishii                 |
| Rita Mordio                | Michelle Ruff       | Rika Morinaga                |
| Karol Capel                | Julie Ann Taylor    | Kumiko Watanabe              |
| Judith                     | Megan Hollingshead  | Aya Hisakawa                 |
| Raven                      | Joe J. Thomas       | Eiji Takemoto                |
| Clint                      | Travis Willingham   | Yūji Takada                  |
| Tison                      | David Vincent       | Ryūzō Hasuike                |
| Nan                        | Wendee Lee          | Saeko Chiba                  |
| Yeager                     | Spike Spencer       | Mitsuo Iwata                 |
| Gauche                     | Laura Bailey        | Satomi Arai                  |
| Droite                     | Julie Ann Taylor    | Miki Nagasawa                |
| Zagi                       | Vic Mignogna        | Akio Suyama                  |
| Phaeroh                    | Keith Silverstein   | Tetsu Inada                  |
| Belius                     | Mona Marshall       | Kujira                       |
| Khroma                     | Kate Higgins        | Satomi Arai                  |
| Witcher                    | Wendee Lee          | Makiko Omoto                 |
| Sodia                      | Kate Higgins        | Miki Nagasawa                |
| Alexei                     | D.C. Douglas        | Jurota Kosugi                |
| Duke                       | Jamieson Price      | Rikiya Koyama                |
| Cumore                     | Liam O’Brien        | Kenji Nojima                 |
| Don Whitehorse             | David Lodge         | Osamu Katō                   |
| Dhaos                      | Patrick Seitz       | Toshiyuki Morikawa           |
| Shizel                     |                     | Kazue Ikura                  |
| Barbatos                   | JB Blanc            | Norio Wakamoto               |
| Kratos Aurion              | Cam Clarke          | Fumihiko Tachiki             |

## Musik
Die Musik zum Spiel wurde von Motoi Sakuraba und Hibiki Aoyama komponiert. Das begleitende Lied für den Vorspann heißt Ring a Bell (鐘を鳴らして, Kane o Narashite) und wurde von Bonnie Pink komponiert, getextet und gesungen.

## Wiederveröffentlichung
Auf der E3 2018 verkündete Microsoft die Wiederveröffentlichung des Spiels als „Definitive Edition“ für die Xbox One, welche man im Winter 2018–2019 veröffentlichen werde. Daraufhin wurde bekannt, dass das Spiel neben der Xbox One auch für PlayStation 4, Nintendo Switch und PCs erscheinen soll. Die „Definitive Edition“ beinhaltet alle zusätzlichen Inhalte aus der in Japan exklusiv erschienenen PlayStation-3-Version; so gibt es einen zusätzlich-spielbaren Charakter namens Flynn Scifo, einen weiteren Charakter Patty Fleur, neue Handlungsabschnitte, weitere Plaudereien und Nebenereignisse, sowie hinzugefügte Endgegner, Kostüme, Minispiele, Gigant-Monster und einen Bonus-Dungeon.

## Filmadaption
Production I.G, dasselbe Animationsstudio, welches auch die Filmsequenzen zu Tales of Vesperia produziert hat, veröffentlichte am 3. Oktober 2009 eine Filmadaption des Spiels. Der Film spielt chronologisch gesehen vor den Ereignissen des Spiels und trägt den Namen Tales of Vesperia: The First Strike.
Kanta Kamei, der an Blood – The Last Vampire und einer Episode von Batman: Gotham Knight mitgewirkt hat, übernimmt die Rolle des Regisseurs, während Makoto Endo Ghost in the Shell: Stand Alone Complex 2nd GIG für die 3D Animationen verantwortlich zeichnet.

## Rezeption
Tales of Vesperia hat von der deutschen Fachpresse gute Bewertungen erhalten. GamePro gab dem Spiel eine Wertung von 86 % und EuroGamer.de gab dem Spiel 8 von 10 Punkten.
Das Spiel erhielt auch international gute Kritiken. So etwa bewertete IGN es mit 8,2 von 10 Punkten und GameSpot mit 8,5 von 10 Punkten sowie das japanische Spielemagazin Famitsu mit 35 von 40 Punkten.
In den Tests wurde das Kampfsystem sowie der Fokus auf die Charakterentwicklung gelobt. Kritisiert wurde u. a. die detailarme Weltkarte, die nicht durchgängige Vertonung aller Dialoge sowie die fehlende Option, die japanische Synchronisation optional auswählen zu können.